# マット・サイダル
マット・サイダル（Matt Sydal、1983年3月19日 - ）は、アメリカ合衆国の男性プロレスラー。ミズーリ州セントルイス出身。AEW所属。
本名はマシュー・ジョセフ・コークラン（Matthew Joseph Korklan）。弟に同じくプロレスラーのマイク・サイダルがいる。

## 来歴

### インディー団体
2000年10月20日、地元であるセントルイスを拠点とするインディー団体であるGCW（Gateway Championship Wrestling）にてマット・サイダル（Matt Sydal）のリングネームでプロレスラーデビューを果たす。デリリアスやダイヤモンド・バック・ディンゴ、女子レスラーのミスシェフと対戦を重ねて経験を積み、2002年5月10日にはWCWやTNAに所属したエリックス・スキッパーの胸を借りて対戦した。
2003年7月9日、ジェフ・ジャレットが主宰するNWA加盟団体であるTNAに参戦。NWA TNA PPVにてX-Division 6wayエリミネーションマッチに出場。エリックス・スキッパーと対戦して脱落した。同年11月よりイアン・ロッテンが主宰するIWA Mid-South（Independent Wrestling Association Mid-South）に参戦。
2004年1月17日、IWA Mid-South Put Up Or Shut Up 2004にてIWA Mid-Southライトヘビー級王座を保持するJCベイリーと対戦して勝利し、ベルトを奪取した。王座戴冠後、ピーティー・ウィリアムズやオースチン・エリーズを相手に防衛している。4月24日、ROHのReborn Stage Twoに参戦。タッグスクランブルマッチにてジャック・エバンスと組んで出場。アレックス・シェリー & ジミー・ジェイコブス、カーネージ・クルー（デヴィート & ロック）、リングクルー・エクスプレス（ダン & マルコス）と対戦して最後にエバンスがジェイコブスに630°レッグドロップを決めて勝利した。11月7日、TNAの初となるPPVイベント、Victory Road 2004にて20人制X-Divisionガントレットマッチに出場し、優勝するに至らなかったがアレックス・シェリーにムーンサルトプレスを決めるアピールを見せた。
2005年9月24日、IWA Mid-South主催のトーナメントであるテッド・ペティー・インビテーショナル2005に出場。順調に勝ち進み、決勝にてケビン・スティーンと対戦して勝利し、優勝を飾る。8月よりアレックス・シェリー、オースチン・エリーズ、ジャック・エバンス、ロデリック・ストロングとジェネレーション・ネクスト（Generation Next）なる大型ユニットを結成して活動。
2006年3月30日、ROH Dragon Gate ChallengeにてAJスタイルズと組んでDRAGON GATE所属のDo FIXER（堀口元気 & ドラゴン・キッド）と対戦して最後にスタイルズが堀口にスタイルズクラッシュを決めて勝利した。5月、ROHと提携しているDRAGON GATEに参戦する為に初来日を果たす。CIMA率いるBlood Generationにエバンスとストロングと共にメンバー入り。7月12日、Wrestle JAMにてJAM CUP 4Wayタッグマッチにストロングと組んで出場し、ドン・フジイ & CIMA、ジミー・レイブ & 吉野正人、ドラゴン・キッド & 斎藤了と対戦してストロングがレイブから勝利するとCIMA & フジイとのBlood Generation対決となり、最後にシューティング・サイダル・プレスをCIMAに決めて勝利。優勝を飾った。11月25日、ROH Dethronedにてクリストファー・ダニエルズと組んでROH世界タッグ王座を保持するキング・オブ・レスリング（クラウディオ・カスタニョーリ & クリス・ヒーロー）に挑戦。終盤にキング・オブ・レスリングのKRS1を喰らいピンチになるがダニエルズがヒーローにスピアーで応戦し、最後は自身がカスタニョーリにウラカンラナを決めて勝利。ベルトを奪取した。
2007年2月、DRAGON GATEにてCIMA率いるTyphoonにメンバー入り。同月15日、Dragon Gate Live Gate 2007にてオープン・ザ・ブレイブゲート王座を保持する吉野正人に挑戦。最後にサイダルスペシャルを決めて勝利し、ベルトを奪取。DRAGON GATE史上初の外国人レスラーでシングルのベルトを獲得する快挙を達成した。

### WWE

#### OVW / FCW
2007年8月、WWEと契約を交わし入団。傘下団体であるOVWにてトレーニングを開始。12月5日、OVWヘビー級王座を保持するマイク・クルーエルに挑戦して勝利し、ベルトを奪取。2008年3月、OVWがWWEとの関係を解消したためにFCWへと移籍した。

#### WWE

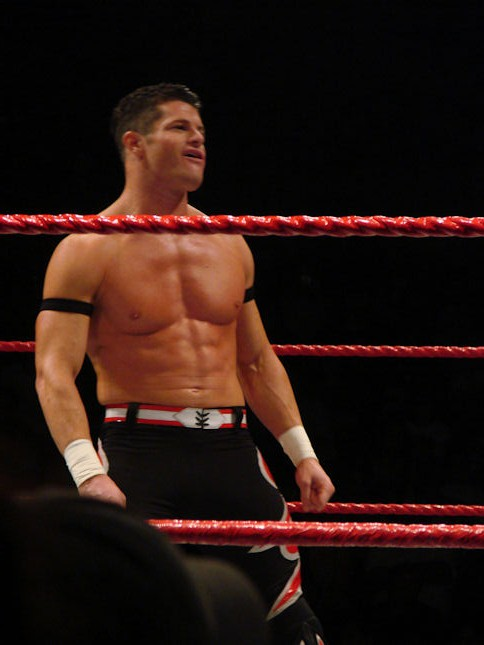
2008年

2008年6月3日、WWEへ昇格が決まりECWにてシェルトン・ベンジャミンとの対戦でデビューを飾る。同月10日、リングネームをエヴァン・ボーン（Evan Bourne）へと変更。持ち味の空中技を活かしてチャボ・ゲレロやマイク・ノックスらと抗争を展開。同年9月8日、RAWに出場し、レイ・ミステリオとタッグを結成。
2008年10月、Cyber Sunday 2008ではファン投票によるECW王座の挑戦者に抜擢され、マット・ハーディーと対戦したが王座を奪取するに至らなかった。10月28日、ECWでの6人制タッグマッチでの試合中に着地の際に足首の靭帯損傷の怪我を負い、戦線離脱する。12月のスラミーアワードでは最優秀フィニッシュムーブ賞を受賞した。
2009年3月に復帰し、タイソン・キッド、マーク・ヘンリーなどと抗争する。6月のトレードでRAWへ移籍。RAW移籍後はコフィ・キングストンと共にビッグ・ショーと短期抗争を展開。ビッグ・ショーとの抗争後、ジョバー的な役割での出場が多かったが2010年3月に開催したWrestleMania XXVIでマネー・イン・ザ・バンク・ラダー・マッチに初出場し、優勝は逃したものの観客を沸かせた。5月31日のRAWではジョン・シナよりタッグパートナーに指名され、シェイマス & エッジを破り、6月20日、Fatal 4-Way 2010ではクリス・ジェリコから勝利する活躍を見せた。しかし、ネクサスの標的とされてしまい、マーク・ヘンリーとタッグを組んで抵抗していたものの、10月に肩を負傷した事により、ギミック上でRAWに移籍してきたCMパンクに襲撃される形で欠場した。
2011年2月28日、RAWにてトリプルHに襲撃され満身創痍の状態になっていたシェイマスと対戦して勝利し、復帰戦を勝利で飾った。8月22日、RAWにてコフィ・キングストンと組んでWWEタッグ王座を保持するデビッド・オタンガ & マイケル・マクギリカティに挑戦して勝利し、王座を獲得した。後にキングストンとのタッグネームを一般公募してエア・ブーンへと決まり、防衛を重ねるが同年11月1日、2012年1月17日 と2度に渡るウェルネス・ポリシー違反により1月15日のハウスショーでエピコ & プリモに王座を明け渡すことになった。同年3月23日、交通事故に遭って重傷を負った為長期欠場となる。
2013年に復帰。しかし、出場機会が与えられないまま2014年6月、WWEから退団する事が発表された。

### インディー団体
WWE解雇後、2014年7月20日、DRAGON GATEにて行われたKOBEプロレスフェスティバル2014にインディー時代に使用したリングネームであるマット・サイダル名義で参戦。古巣であるDRAGON GATEに7年ぶりの復帰となり、試合ではCIMAとタッグを組んで、吉野正人 & リコシェと対戦するが最後にCIMAが吉野からソル・ナシエンテを決められ敗戦した。8月8日、ニュージャージー州を拠点とするEVOLVEのEVOLVE 31に参戦。観客から "welcome back!" チャントで迎えられてジョニー・ガルガノと対戦。20分を超す熱戦となり最後はシューティング・サイダル・プレスを決めて勝利した。12月7日、ROH Final Battle 2014にてROH世界TV王座を保持するジェイ・リーサルに挑戦。リーサルのマネージャーであるトゥルース・マルティーニの介入があり苦戦するが終盤にマルティーニにキックを与え撃退し、リーサルにシューティング・サイダル・プレスを見舞おうとしたところを隙を突かれリーサル・インジェクションを決められ敗戦した。
2015年2月7日、ニューヨーク州を拠点とするFWE（Family Wrestling Entertainment）のNo Limits 2015に参戦。FWEトライボロー王座を保持するポール・ロンドンに挑戦するがベルトを奪取するに至らなかった。4月3日、カリフォルニア州を拠点とするPWGのDon't Sweat The Techniqueに参戦。クリス・セイビンと組んでモンスターマフィア（イーサン・ペイジ & ジョシュ・アレクサンダー）と対戦して終盤にアレクサンダーにシューティング・サイダル・プレスからセイビンのネックブリーカーへと繋げて勝利した。5月15日、ROHと新日本プロレスの合同イベントであるGlobal Wars 2015に出場。ベテランの獣神サンダー・ライガーと組んでキングダム（マイケル・ベネット & マット・ターバン with マリア・ケネリス）と対戦してライガーのダンスやマリアの挑発に誘惑されてしまうなどコミックレスリングへと展開し、最後はターバンのフロッグ・スプラッシュを喰らい敗戦した。6月13日、ROH on SBGにてACHと組んで棚橋弘至 & 内藤哲也と対戦。終始 "New Japan" チャントに包まれ、最後は棚橋からハイフライフローを決められ敗戦した。7月20日、DRAGON GATEのKOBEプロレスフェスティバル2015に参戦。リコシェと組んでオープン・ザ・ツインゲート統一タッグ王座を保持するMAD BLANKEY（土井成樹 & YAMATO）に挑戦するが最後にリコシェがYAMATOからギャラリアを決められ敗戦した。

### 新日本プロレス
8月24日、9月に行われる新日本プロレスのRoad to DESTRUCTIONに参戦する事が決定した。9月23日、DESTRUCTION in OKAYAMAにて棚橋弘至と組んでBULLET CLUB（バッドラック・ファレ & タマ・トンガ）と対戦。終盤、棚橋がトンガをロープへ振って自身がジャンピングニーを決めて倒しトップロープからシューティング・サイダル・プレス、そして棚橋がハイフライフローと連携して勝利を決めた。10月、SUPER Jr. TAG TOURNAMENTにリコシェと組んで出場。1回戦でタイム・スプリッターズ（KUSHIDA & アレックス・シェリー）、準決勝でヤング・バックス（マット・ジャクソン & ニック・ジャクソン）を破り、11月7日のPOWER STRUGGLEにて決勝をロッポンギ・バイス（ロッキー・ロメロ & バレッタ）と対戦。最後にバレッタにエア・サイダルを決めて勝利し、優勝を飾った。2016年6月7日、小島聡、リコシェとのタッグチームで第7代NEVER無差別級6人タッグ王者に戴冠。9月、新日本のビッグマッチとなるDESTRUCTIONを欠場し同王座を返上。当初は飛行機トラブルによる入国の遅れだと発表されていた が、同月22日に関西国際空港に到着した際、電子たばこ用のパイプに入れた液体大麻を密輸していたことが判明。翌23日に大麻取締法違反の疑いで関西空港警察署に逮捕され、10月13日に起訴したことを発表。翌14日、大阪地方検察庁堺支部に送検された。

### Impact Wrestling
2017年4月27日、Impact Wrestlingに登場。トレバー・リーと対戦。中盤にリーのセコンドであるグレゴリー・シェーン・ヘルムズに介入されるが、背後より襲ってきたリーにキックを見舞いヘルムズとぶつけさせると、最後にシューティング・サイダル・プレスを決めて勝利した。

## その他
- 2002年から2005年にかけてプロレスラー活動を行う傍ら、ミズーリ大学コロンビア校を卒業。マーケティングを専攻していた。この経験上、日本の団体に参戦する前はマーケティング会社の役員だったというギミックが与えられていた[35]。
- 兄弟であるマイク・コークランは2013年よりDRAGON GATEに参戦した際に兄として扱われているが[36]、マットは1983年3月19日生[37]、マイクは1984年2月23日生である為に実際は弟になる[38]。

## 得意技

エア・ボーン

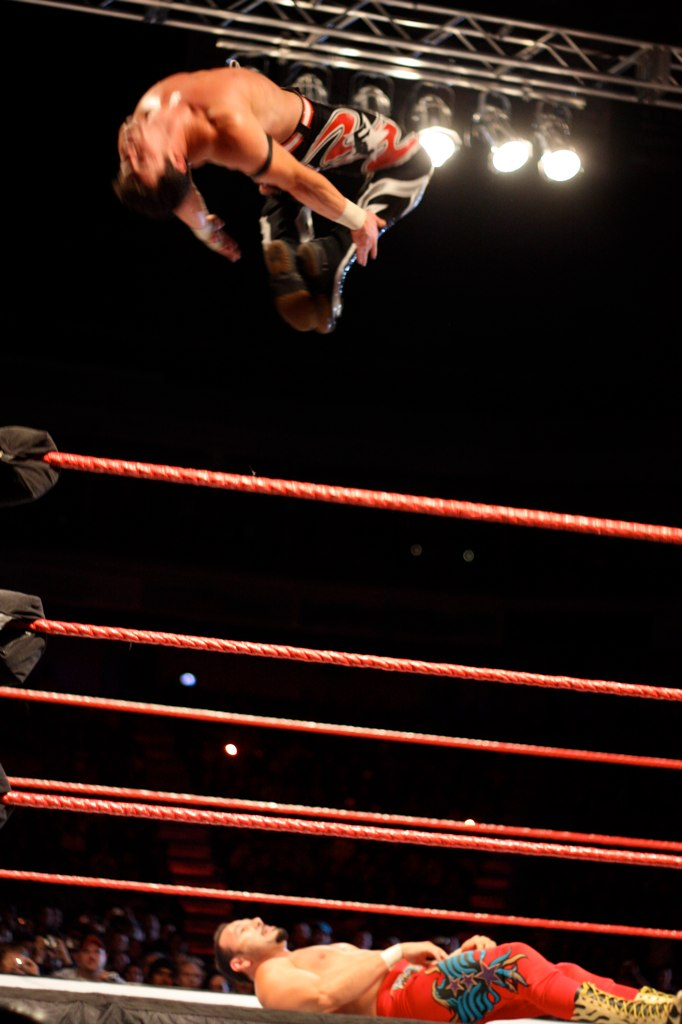
エア・ボーン

### フィニッシュ・ホールド
シューティング・サイダル・プレス
シューティング・スター・プレス。滞空中に両足を触れるように飛ぶ。
WWE時代はエア・ボーンの技名で使用。また2015年の新日本参戦時はエア・サイダルの技名で使用。
コブラクラッチ・クロスフェイス
コブラクラッチとクロスフェイスの複合技。
うつ伏せ状態の相手の首をサイドからコブラクラッチに捕らえ、上体を反らせつつ絞め上げる。

### 投げ技
スープレックス
スーパープレックス
ジャーマンスープレックス
DDT
トルネードDDT
ライトニング・スパイラル
ファイヤーマンズキャリーで相手を担ぎ、持ち上げないまま相手の背中方向に回転する。相手は後ろから足をすくわれたような状態になって倒れ、後頭部から叩きつけられる。走ってきた相手にカウンターで放つ場合もある。
アフターショック
ゴリー・ネックブリーカー
ヒアウィーゴー・ドライバー
ヒアイットイズ・ドライバーとも呼ばれる。相手の片腕をハーフネルソン気味にして首の後ろを捉え、もう片方の腕を相手の股下でリストクラッチして持ち上げつつ前方回転させ、自らも尻もちをつきながらマットに叩きつける技。
DRAGON GATE参戦時は鷹木信悟のMADE IN JAPANと酷似しているため使用しない。
ザ・スライス
背後から相手をリバースDDTの体勢で捕らえ、弧を描くように大きく振り上げた左足を勢いよく首元に振り下ろし、そのまま体重を浴びせて後頭部からマットに叩きつけるギロチン式変型ネックブリーカー。サイダルの得意技。
ケミカル・インバランスⅡ
正面から相手の両手を捕らえながら股下を潜り抜け、そのまま背後から担ぎ上げると同時に相手を前方回転させ、シットダウンして後頭部からマットに突き刺す変型ドライバー。技名は英語で「化学的不均衡」の意。
フランケンシュタイナー
特徴的な使い方として、コーナーポストに腰掛けた相手に対して助走をつけて飛び上がり、ダイレクトに相手を捉えて敢行する。また、リバースでも使用。

### 打撃技
エルボー
エルボー・スタンプ
バックエルボー
バック・ハンド・チョップ
チョップ・スマッシュ
ナックルパンチ
クローズライン
ドロップキック
延髄斬り
スーパーキック
ジャンピング・ハイ・ニー
相手に走りこんで飛び膝を相手の顔面・首筋に当てる技。

### 飛び技
スーサイドダイブ
サイクロラマ
コーナートップからのベリー・トゥ・ベリー・スープレックスの体勢で投げ、クラッチを外さずに自らも後方に一回転して相手を押しつぶす。ムーンサルト・プレスとスープレックスの融合技。
DRAGON GATEではサイダル・スペシャルの技名で使用。
ダブル・ヘリックス
スプリングボート式コークスクリュー・ムーンサルト
ミサイルキック

## タイトル歴
インパクト・レスリング
- インパクト・グランド王座 : 1回
- TNA Xディヴィジョン王座 : 1回

新日本プロレス

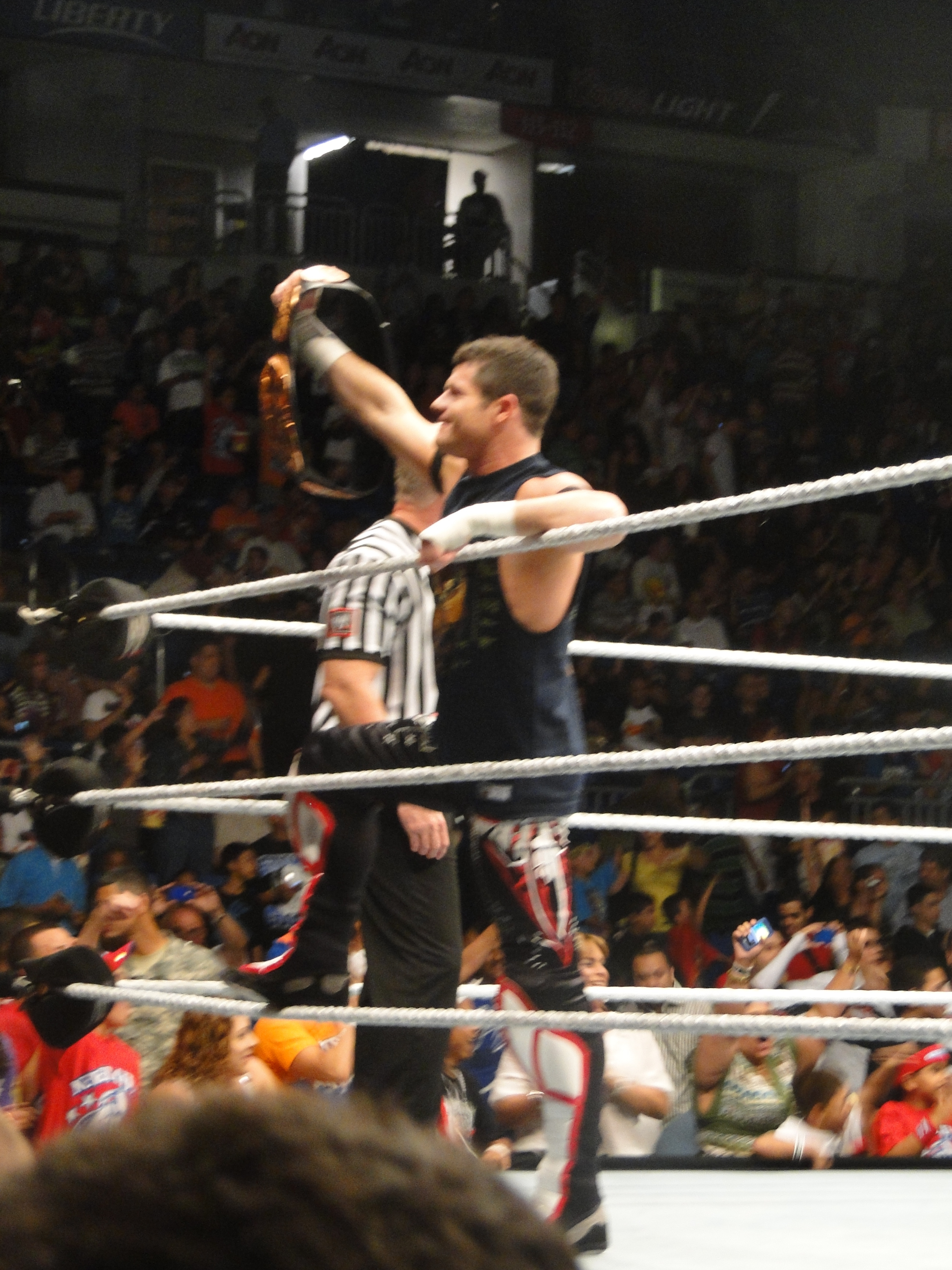
WWEタッグ王者時代

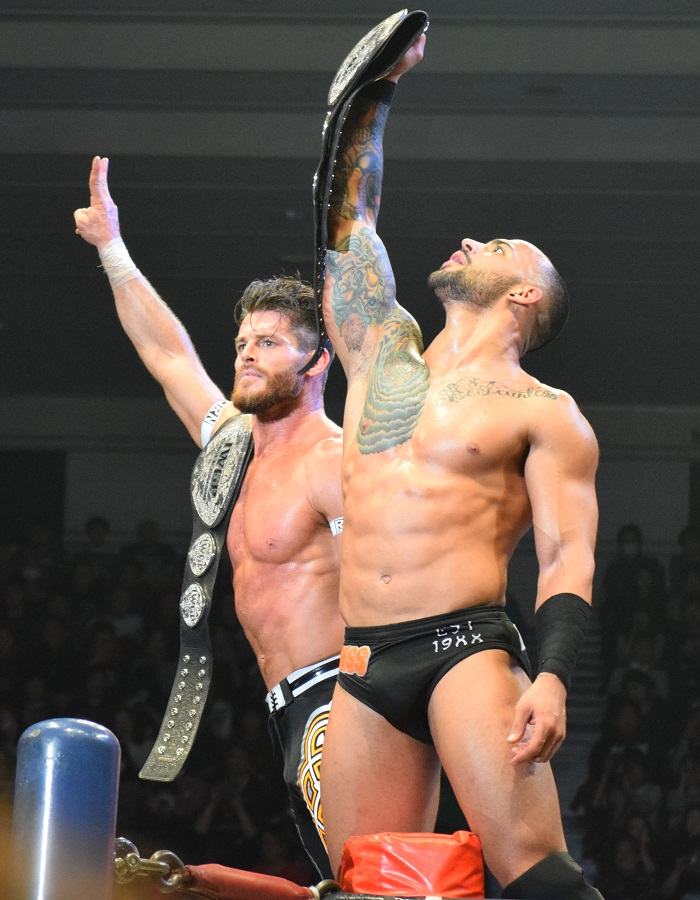
IWGPジュニアタッグ王座

- IWGPジュニアタッグ王座 : 第45代・47代

w / リコシェ
NEVER無差別級6人タッグ王座 : 第7代
W/小島聡&リコシェ
- SUPER Jr. TAG TOURNAMENT 優勝 : 1回（2015年）

w / リコシェ
WWE
- WWEタッグ王座 : 1回

w / コフィ・キングストン
DRAGON GATE
- オープン・ザ・ブレイブゲート王座 : 第4代

ROH
- ROH世界タッグ王座 : 1回

w / クリストファー・ダニエルズ
WLW
- WLW世界ジュニアヘビー級王座 : 1回

IWAミッドサウス
- IWAミッドサウス・ジュニアヘビー級王座 : 1回

NWA
- NWAミッドウェスト・Xディヴィジョン王座 : 1回

OVW
- OVWヘビー級王座 : 1回

PWF
- PWFロード・オブ・ザ・ワールド王座 : 1回[39]

## 入場曲
- Warrior Man - 現在使用中
- Clavicle
- Born To Win - WWE & Jim Johnston （feat. Mutiny Within）
- Born To S.O.S
- Boom
- Axeman
- A・I・R - 現在使用中